# Acción Identitaria
Acción Identitaria (AI) es un movimiento político neonazi chileno.Fue fundado en 2015, en La Serena, como grupo identitario regional, lo que rápidamente derivó en un movimiento  antiinmigración de ultraderecha. Desde sus inicios ha sido liderado por Francisco Alvarado.Cuenta con adherentes en la mayoría de las regiones de Chile.
Sus militantes han promovido la xenofobia contra los inmigrantes, a los que consideran la mayor amenaza al país, exigiendo la derogación del ius soli. Además, han promovido teorías conspirativas antisemitas, como el Plan Andinia.Sus consignas y simbología suelen imitar al grupo neonazi Amanecer Dorado.También han realizado campañas asistencialistas únicamente para población chilena, incluyendo apoyo a los afectados por el terremoto de Coquimbo de 2015, mediante la organización Brazo Social.
En 2017 el MOVILH denunció al movimiento ante la Agencia Nacional de Inteligencia, alegando contra el carácter homofóbico del grupo.En 2018 realizaron diversos ataques contra monumentos en memoria de las víctimas de la dictadura de Pinochet.
En 2017 un grupo de sus militantesse escindió para formar el Movimiento Social Patriota, con el que disputan sus adherentes,así como los espacios de intervención social.A diferencia del Movimiento Social Patriota, rechazaron el estallido social, por considerarlo un proceso revolucionario de izquierda. Producto de lo anterior se opusieron al proceso constituyente de 2020, respaldando la campaña del rechazo, y las acciones callejeras de La Vanguardia, junto con otros grupos neonazis afines.